# 崇善里 (臺南市東區)
22°58′25″N 120°13′49″E / 22.9736282°N 120.2303571°E
崇善里位在由臺南市東區中華東路、仁和路、善東路與崇善路圍成的區域之中，東鄰和平里與仁和里，南臨德高里，西鄰崇德、崇文、崇成三里，北鄰崇信里。
此區原為農地，且為德高里的一部分，後來到了民國七十一年（1982年）8月1日才從該里獨立出來。